# 都築仁
都築 仁（つづき じん、1998年12月28日 - ）は、日本の男子バレーボール選手である。

## 来歴
愛知県名古屋市出身。15歳の頃、中学時代の部活の顧問に誘われてバレーボールを始める。
2014年、星城高等学校に進学。2016年、チームは全国高等学校総合体育大会で3位となる。また、同年、第71回国民体育大会（希望郷いわて国体）にて少年男子の部に愛知県代表として出場し、チームは準優勝となった。
2017年、中央大学に進学。2018年、2019年に日本代表登録メンバーに選出された。中央大学では、2019年に、全日本大学選手権大会で3位となった。
2020年に、ジェイテクトSTINGSの内定選手となり、2021年に大学を卒業してから入団した。
2021-22シーズン、入団1年目にしてV1で多くの試合でベンチ入りし、計65セットに出場した。第70回黒鷲旗全日本選抜大会では、宮浦健人が日本代表合宿に参加のためオポジットとして出場し、慣れないポジションでありながらチームの準優勝に貢献。自身も敢闘賞を受賞した。
2025年5月、2024-25シーズン限りでの退団が発表された。6月に北海道イエロースターズへの入団が発表された。

## 所属チーム
- 星城高等学校 （2014-2017年）
- 中央大学 （2017-2021年）
- ジェイテクトSTINGS/ジェイテクトSTINGS愛知（2021-2025年）
- 北海道イエロースターズ（2025年-）

## 球歴
- 日本代表 - 2018-2019年

## 受賞歴
- 2022年 - 第70回黒鷲旗全日本男女選抜大会 敢闘賞